# Joy Gresham
Helen Joy Davidman (Nueva York, 18 de abril de 1915-Oxford, 13 de julio de 1960), más conocida como Joy Gresham por el apellido de su primer esposo, fue una escritora estadounidense. En su juventud fue una comunista radical y atea, hasta que se convirtió al cristianismo en la segunda mitad de la década de 1940. Su primer cónyuge fue el escritor estadounidense William Lindsay Gresham (1909-1962), con quien tuvo dos hijos: David y Douglas Gresham. Su segundo matrimonio fue con el escritor británico C. S. Lewis.

## Biografía
Helen Joy Davidman provenía de una familia judía. A los veintisiete años se casó con Bill Gresham. Aunque tuvieron sus dos hijos en rápida sucesión —David, nacido en 1944, y Douglas en 1945— no todo andaba bien en el matrimonio. Bill Gresham era un alcohólico y un mujeriego compulsivo. Devastada al descubrir una nueva infidelidad de su esposo a escasos seis meses del nacimiento de Douglas, Joy tuvo una experiencia religiosa.

Todas mis defensas —las murallas de arrogancia, certidumbre y egoísmo que habían ocultado a Dios— se derrumbaron... y entró Dios.
Helen Joy Gresham

Esta experiencia ocurrió en 1946. Al principio, Bill Gresham acompañó esa nueva etapa religiosa en la vida de su esposa, pero pronto admitió: «No soy cristiano y probablemente no lo sea nunca, pues no comprendo ni acepto las doctrinas básicas». Además, admitió que le había sido infiel una vez más. En febrero de 1951, Joy puso fin a la relación física con Bill Gresham, al tiempo que florecía la correspondencia con el famoso escritor inglés C. S. Lewis, iniciada en enero de 1950. Joy y Lewis nunca se habían visto en persona. Mantenían hasta entonces una fluida conversación epistolar, inspirada por la obra literaria y los libros sobre cristianismo de Lewis, en los cuales Joy se sentía examinada.

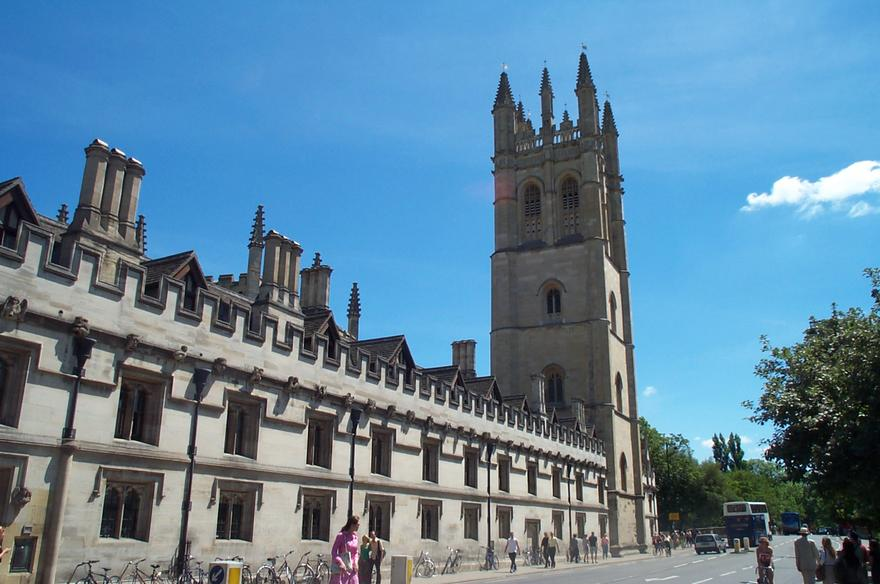
Magdalen College, Oxford.

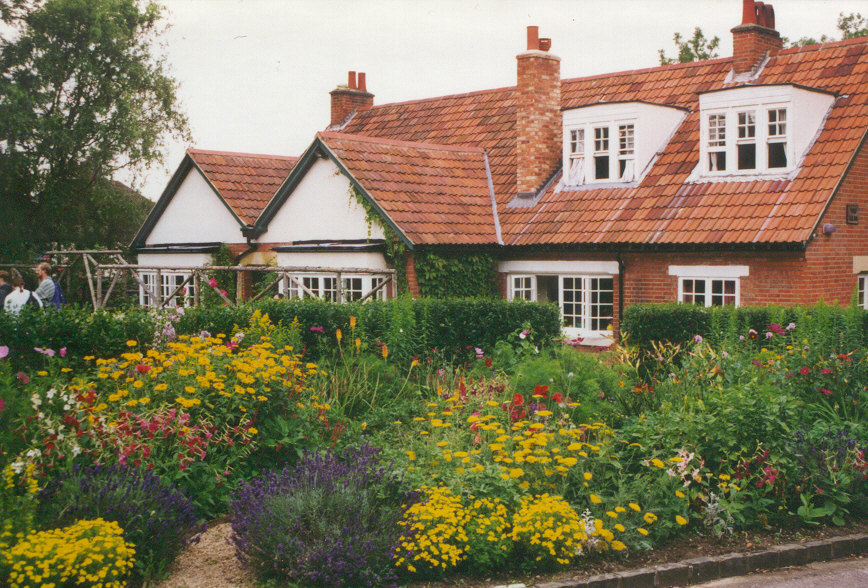
The Kilns, la casa de C. S. Lewis en Oxford.

Joy se trasladó de su nativa Nueva York a Inglaterra en septiembre de 1952, y allí conoció personalmente a Lewis. Joy regresó a Londres donde se alojaba, pero semanas más tarde, Lewis la invitó a un almuerzo en el Magdalen College, Universidad de Oxford.
No fue hasta que le fue rehusada a Joy su residencia en Inglaterra a comienzos de 1956 que Lewis decidió casarse con ella para que pudiera permanecer en el país. La ceremonia civil entre Joy y Lewis, al principio con carácter de matrimonio por conveniencia, se efectuó el 23 de abril de 1956, y se mantuvo en secreto.
Todo el verano, Joy experimentó dolores en una pierna, pero los médicos diagnosticaban reumatismo. En octubre, Joy sufrió la fractura de uno de sus huesos, resultante de la enfermedad que en verdad padecía: cáncer óseo. En una carta redactada en noviembre a un destinatario en Estados Unidos, Lewis escribió: «Puede que sea pronto, en rápida sucesión, un novio y un viudo» (I may be soon, in rapid succession, a bridegroom and a widower).
En diciembre, Lewis decidió revelar su casamiento ocurrido en el mes de abril, y sin dar ningún tipo de explicación adicional, anunció en el ejemplar del periódico The Times publicado en Nochebuena:

Tuvo lugar el matrimonio entre el Profesor C. S. Lewis, del Magdalen College, Oxford, y la señora Joy Gresham, actualmente paciente en el Hospital Churchill, Oxford.

Los lectores asumieron por supuesto que la boda había tenido lugar en diciembre. Ella tenía entonces 41 años, y él 57. Ambos habían sostenido en sus escritos que los cristianos divorciados no habrían de casarse de nuevo mientras su primer cónyuge estuviera vivo, y Bill Gresham no había muerto. Pero Bill Gresham se había casado una vez antes de su matrimonio con Joy, y ellos no eran cristianos cuando contrajeron nupcias. Lewis concluyó que eso invalidaba el primer matrimonio de Joy a los ojos de la Iglesia y hacía posible su casamiento con Joy en una celebración cristiana. Pero Harry Carpenter, obispo de Oxford, rehusó la petición de Lewis. Según el hijo de Carpenter, su padre no se oponía al matrimonio, pero sentía que si lo aprobaba para un hombre tan famoso, resultaría asediado por una multitud de peticiones similares.
Por entonces, Lewis supo que a uno de sus antiguos estudiantes, el padre Peter Bide, se le acreditaba a veces respuestas milagrosas a sus plegarias de sanación. Los médicos ya no daban esperanzas a Joy, y a lo sumo tratarían de aliviar sus sufrimientos antes de morir. Lewis le pidió entonces a Peter Bide que viniera a Oxford, impusiera sus manos a Joy y orara por su salud. Cuando Bide llegó, surgió el tema del matrimonio. Bide escuchó con atención el razonamiento de Lewis y lo consideró sólido por lo que, sin permiso del obispo local, ofició la celebración matrimonial que tuvo lugar el 21 de marzo de 1957, al lado de la cama de hospital de la paciente.
El amor que se prodigaban Lewis y Joy era por entonces evidente. Lewis declaró que él tenía "a sus sesenta" la alegría que la mayoría de los hombres tienen "a sus veinte", en tanto que Joy escribía a sus amigas que él era un gran amante. Ambos fueron de luna de miel a Irlanda. Con todo, la relación de Lewis y Joy resultó en una desilusión para su amigo J. R. R. Tolkien quien, católico, no apreciaba a Joy y no aprobaba el matrimonio.
Joy logró reponerse por algún tiempo. Aunque Lewis no hablaba de ello, consideraba la mejora de Joy como un milagro. Ella se repuso significativamente en 1957, y disfrutaron de un año sin que el dolor se interpusiera en su felicidad. Pero el cáncer retornó de forma agresiva hacia fines de 1959. Viajaron a Grecia el 3 de abril de 1960, pero retornaron el día 14. Joy sucumbió a la enfermedad el 13 de julio de 1960. Lewis recogió sus reflexiones sobre esa experiencia en su libro titulado Una pena en observación.

## Su figura en la literatura y en la cinematografía
Tierras de penumbra (Shadowlands), es una versión romántica de la vida de Lewis y Joy, protagonizada por Anthony Hopkins como Jack (C. S. Lewis) y Debra Winger como Joy. Fue precedida por una producción de la BBC y por una obra de teatro. Se basaron mayormente en el libro Lenten Lands escrito por uno de los hijos de Joy, Douglas Gresham.
En el prólogo de Lenten Lands, Douglas Gresham señala que fue una editora la que lo motivó a escribir estos recuerdos, en los que narra su vida, especialmente su vida en la casa de los hermanos Lewis.